# アンダーバーサマー
『_summer』（アンダーバーサマー）は2005年7月15日にHOOK（現・HOOKSOFT）より発売された18禁恋愛アドベンチャーゲームである。通称アンダバ。
2006年8月24日にGN SoftwareよりPlayStation 2版として『_summer♯♯』（アンダーバーサマーダブルシャープ）が発売された。CEROレーティング12才以上対象。なおタイトルの表記は、ロゴタイプでは『_summer♯♯』だが、ウェブ上のテキストでは公式サイトを含め『_summer##』（シャープではなくハッシュ）となっていることが多い。
2007年12月21日には、CGの高解像化や新規ムービーの追加、システム面の改良などを行った『_summer新装版』が発売された。
タイトルの“_”は、夏の一歩手前を意味する。

## ストーリー
主人公・海津 匠は修学旅行先で友人の船田 治から好きな人がいるか尋ねられた。
これがきっかけで、匠は幼馴染の波多野 小奈美や海老塚 信乃に対して胸騒ぎがするようになった。さらに町の有力者の娘・島津 若菜や、匠の義妹・沙奈の友人である天野 千輪、そして彼の担任教師・七緒 日向子といった周囲の女性たちに振り回される。

## 登場人物
キャスト併記はPC版・PS2版 / OVA版の順
PC版のヒロインの声は、ユーザーアンケートの結果を元に選出されている。

### メインキャラクター
海津 匠（かいづ たくみ）
声：近藤隆（ドラマCD・OVA）
本作の主人公。成西学園2年生。父子家庭だが、父親が仕事の都合上海外にいるため義妹の沙奈と2人暮らしをしている。小奈美、信乃、治とは幼なじみで、クラスもずっと一緒。あるルートでは校内にファンクラブができるほどでありルックスは悪くないが、本人が恋愛に興味を示さなかったため浮いた噂はなかった。学業成績はあまり良くなく赤点スレスレのこともあるようだが、攻略キャラクターによってはいい成績を収めることもある。複数の人物から運動不足を指摘されているが、水泳の授業ではクラス全体で2位のタイムを記録するなど運動神経はいいようである。時間や約束事にルーズな面があり、朝の登校時や遊びに行く時の待ち合わせなどは遅刻することが多い。
波多野 小奈美（はたの こなみ）
声：まきいづみ / 柳瀬なつみ
本作のメインヒロイン。匠の家の隣に住んでおり、年中父親がいない匠たちのために毎日食事を作りにきている。匠とは逆に母子家庭である。匠のことは「たっくん」と愛称で呼んでいる。カモメが好きで、カモメグッズ（髪止めなど）を愛用している。読書が趣味で本を読み始めたのは匠の影響だが、当の匠はそのことを覚えていない。成績優秀で性格も優しく料理も上手だが、運動は苦手で夏の暑さにも弱い。おとなしい性格なので自己主張がやや弱いのが欠点だが、その端麗な容姿もあってクラスの男子の人気が非常に高い。幼少期の匠の悪戯により、タコがトラウマになっている。怖い話や暗い場所、お化けの類も苦手。
海老塚 信乃（えびづか しの）
声：金田まひる / 梶田夕貴
匠の幼なじみ。町の高台にある成西神社の一人娘でよく家の仕事を手伝っており、時々巫女装束でも登場する。一方嗜好は洋風であり、饅頭が苦手でケーキ（生クリーム）が好物。
明るい性格だが匠や治とくだらないことでよく衝突しては2人（特に治）に毎日のように暴力を振るっている。口癖は「うーさい！（うるさい）」と「ぺっぺっぺーだ！」。粗暴な面があることは本人なりに気にしているようで、物語の途中でお淑やかになろうと茶道部に入部する。勉強は苦手だがスポーツは万能でよく運動部に助っ人を頼まれていた。
海津 沙奈（かいづ さな）
声：草柳順子 / 中田順子
匠の1歳年下の義妹（再婚した両親の連れ子同士）。実母（匠の継母）はすでに他界している。年齢のわりに子供っぽいがとても純真な性格で、何でも信じ込んでしまうところがある。
朝が苦手で彼女を起こすことが匠の毎朝の日課となっており、これに時間がかかると匠の遅刻の原因になってしまうことも。「たぐぞーくん」という名前のタグのついた象の抱き枕がお気に入り。匠をとても慕っており、夜寝る時は彼が着古したワイシャツをパジャマ代わりにしている。
天野 千輪（あまの ちわ）
声：北都南 / ひと美
沙奈の同級生で、毎朝一緒に登校している。神出鬼没な面があり時々いつ海津家の中に入ってきたのかわからないような上がり方をし、ついでに朝食を一緒に食べることもある。毒舌家でミステリアスな雰囲気を醸し出しており、怒らせると藁人形に釘を打つなど危険な行動に走ることもある。趣味は占いで入学直後に占い同好会を設立したが、彼女以外位の部員がいない。
千輪のルートでは落ち武者でアルバイトをすることになるが、その容姿と毒舌が常連客の中年男性達から絶大な支持を得て看板娘となる。料理の腕もなかなかのもの。
島津 若菜（しまづ わかな）
声：青山ゆかり / 友永朱音
3年生。市政にも影響力を持つという島津家の一人娘。その美貌と家柄から男女を問わず憧れの目で見られている反面、近寄りがたいイメージも持たれてしまっており親しい友人がいない。非常に古風な言葉遣いをし、特技が琴と日舞という純和風のお嬢様。やや世間知らずだが、性格は温厚で一度信頼した相手には心を開いて接する。普通の女子高生相応の恋愛を夢見ており、厳格な祖父の没後はある程度行動が自由になったとのこと。成績優秀であり、大抵のことはそつなくこなす器用さも持っている。
七緒 日向子（ななお ひなこ）
声：成瀬未亜 / 野々瀬ミオ
匠たちの担任で新卒1年目。担当科目は世界史。かなりおっとりとした性格で天然ボケタイプでもある。授業は時々脱線することもあるが好評で、クラスの生徒達からは生温かい目で見守られている。
通販が生き甲斐であり色々と怪しい物にも手を出していたりする。そのためか万年金欠気味であり昼食代にも事欠く日があるが、その時は教卓に突っ伏してエクトプラズムのようなものを吐き出している。一攫千金を夢見て錬金術にも興味を持っている模様。生徒のことは基本的に名字で呼ぶが、匠に対してだけは「匠くん」と下の名前で呼んでいる。
めがねの高橋さん（めがねの たかはしさん）
声：鳥居花音
放送部の3年生。校内放送で「Radio Romanesque」を担当しており、その斬新な内容と優しい語り口で好評を博している。ヒロインでありながら立ち絵がなく、声のみの登場になっている。めがねをかけていること以外の容姿は不明。演じる鳥居は当初日向子役として発表されたが、その後追加されたこのキャラクターに変更となった。攻略に際して若干の縛りがあり、小奈美のエンディングを一度達成することで攻略が可能になる。

### サブキャラクター
船田 治（ふなだ おさむ）
声：高嶺悠賀 / 野島健児
匠の友達（匠曰く悪友）で彼も幼なじみである。フルネーム及びすばしっこい行動（特に女性へのアプローチ）、雑食で夏場になると元気になるなどの理由で、信乃からフナムシ」というあだ名が付いている。口が滑ってよく信乃から強烈な突っ込みを受けている。匠曰く「赤点キング」であり4人の中で一番成績が悪い。さぼりがちだが剣道部に所属しているので、運動神経は良い。顔立ちは整っているが、スケベなお調子者なので今年こそ彼女を作ると意気込んでいるものの成果は芳しくない。反面とても友達思いであり、その時々で匠を元気づけたり背中を押したりしている。
川上 由乃（かわかみ ゆの）
声：神月あおい / 小林恵美
1年生。若菜の付き人であり本人のみならず家族ぐるみで島津家に仕えている。真っすぐな気性の持ち主だが、やや頭が固いところがある。若菜同様に少々古めかしい言葉遣いをする。厳格な若菜の祖父を心から崇拝しており、彼の教えでもあったことだが高校生のうちから恋愛など不要と考えている。その為に匠を含めた男子が若菜に近づくことを快く思っていない。
梳田 かすみ（すだ かすみ）
声：一色ヒカル / 田中涼子
日向子の友人で、他校の教師。日向子のルートでは同僚と職場結婚をすることになる。さっぱりとした性格の姉御肌。かなりの酒好きの為、日向子との飲み会に匠を付き合わせたりもしている。
立花 智鶴（たちばな ちづる）
声：一色ヒカル / 田中涼子
茶道部の顧問。茶道部のためだけの特別教師であり、担当教科はない。普段は物腰の穏やかな大和撫子だが、怒るとかなり怖い。匠たち（特に信乃）にとっては良き相談相手である。
落ち武者マスター（おちむしゃますたー）
声：オイリーはな / 花田光
商店街唯一の外食店「落ち武者」のマスター。本名や年齢は不明の謎が多い人物。いつもタバコをくわえている。店は年季が入っているものの味は確かであり、特にコーヒーにはこだわりを持っている模様。匠たちのことは幼い頃から知っており、現在に至るまで店は彼らの溜まり場である。4人を温かく見守っており、特に匠は彼に悩みを相談することが多いが、常に適切な助言をしてくれる頼れる人物である。
波多野 楽子（はたの もとこ）
声：まきいづみ
小奈美の母親。PC版では声のみの登場だったが、コンシューマー版で立ち絵が追加された。
小奈美とは正反対の豪快な性格で、匠に言わせると「小奈美の方が母親に見えることもある」とのこと。女手一つで小奈美を育てており仕事の都合で帰りが遅くなりがちだが、母娘の仲はすこぶる良好のようである。匠と小奈美をからかいつつも、2人の仲がいいことを喜んでいる。

## スタッフ
- 原画：松下まかこ、らっこ
- チーフライター：川波無人
- ライター：セルシオ
- チーフグラフィック：山根呂兵
- グラフィック：宅本うと、みつき
- 美術監督：ラジオフィッシュ
- 背景着色：八反
- 音楽：松浦貴雄
- 音響：VII
- プログラマー：市郎次
- 編集：黒木ノア
- イベントプランナー：宅本うと
- ゼネラルマネージャー：kei
- プロデューサー：亜佐美晶
- 総監督：川波無人

## 主題歌
- オープニングテーマ『こいのうた』
  - 歌：橋本みゆき / 作詞：川波無人 / 作曲・編曲：松浦貴雄
- エンディングテーマ『たいせつなひと』
  - 歌：遊女 / 作詞：川波無人 / 作曲・編曲：松浦貴雄

## アニメ
OVA第1巻が2006年10月27日に、第2巻が2007年1月26日に発売された。初回限定版にはDVDと同じものが収録されたUMDがついている。

### スタッフ（アニメ）
主要スタッフ
- 原作 - HOOK（_summer）
- エグゼティブプロデューサー - 高野秀夫
- プロデューサー - 村竹保則
- アニメーションプロデューサー - 伊藤崇、岡田正和
- シリーズ構成 - 如月一人
- キャラクター原案 - 松下まかこ、らっこ
- キャラクターデザイン - 内野明雄
- 美術監督 - 岩瀬栄治
- 色彩設定 - 木幡美雪
- 撮影監督 - 千葉洋之
- 編集 - 岡田輝満
- 音響監督 - 高桑一
- 音響効果 - 今野康之（スワラ・プロ）
- 音楽 - 松浦貴雄
- 監督 - 岡尾貴洋
- 脚本 - 如月一人
- 絵コンテ - 所俊克
- 演出 - 森宮崇（1巻）、福多潤（2巻）
- 作画監督 - 野田めぐみ（1&2巻）、秋田学（1巻）
- アニメーション制作協力 - FRONTLINE
- アニメーション制作 - 陸演隊
- 製作 - Softgarage

「ED」スタッフ
- CAST - 神谷ゆい
- 演出 - 岡尾貴洋
- カメラ - 加藤学
- カメラ助手 - 近藤樹里
- スタイリスト - 伊藤崇
- CG - 千葉洋之
- 制作 - 廣木邦人
- 協力 - 日活芸術学院

「おまけ」スタッフ
- 脚本 - 伊藤崇
- 演出・絵コンテ - 岡尾貴洋
- 作画監督 - 内野明雄
- 原画 - 青井清年
- 第二原画 - 大庭幸子、斉藤裕一
- 色設定/検査 - 森光亜記

### 主題歌（アニメ）
- オープニングテーマ『ソーダ水とひこうき雲』
  - 作詞・編曲 - きむしん / 作曲 - 福笑太郎 / 歌 - 小坂優舞
- エンディングテーマ『_summer』
  - 作詞・編曲 - きむしん / 作曲 - 福笑太郎 / 歌 - 小坂優舞

## Webコミック
製品版発売を前に、_summerサイトに全5話のWebコミックが連載された。
- 著者: 御形屋はるか
- 出版社: HOOKSOFT, エンターブレイン
- 雑誌: TECH GIAN

## コミカライズ
かんきりこ作画で月刊コンプエース2005年6月号に掲載。

## イラストストーリー
- タイトル: _SUMMER## OFFICIAL ILLUST STORY
- 出版社: メディアワークス
- 雑誌: 電撃G's magazine
- 著者: 川波無人
- 作画: 松下まかこ, らっこ
- 話数: 全6話

## 関連商品

### CD
- _summer オリジナルサウンドトラック
こいのうた、たいせつなひとフルコーラスバージョンを含む。2005年11月23日 / LACA-5452 / ランティス
- ドラマCD _summer *everblue* days:01
2005年12月29日 / MPS(LDC)
- ドラマCD _summer *everblue* days:02
2006年2月24日 / MPS(LDC)
- ドラマCD _summer *everblue* days:03
2006年4月24日 / MPS(LDC)
- ソーダ水とひこうき雲（歌:小坂優舞）
OVAのOP、EDを収録。『_summer』2006年9月29日 / ジーダス
- _summer ドラマCD プロローグ編
OVAのプレストーリー。2006年9月29日 / ジーダス

### 書籍
- 『_summer ビジュアルファンブック』 ISBN 4-86032-223-1
- 『_summer## 公式パーフェクトビジュアルブック』 ISBN 4-8402-3566-X
- 『_summer〈1〉小奈美編』 ISBN 4-86133-059-9
- 『_summer〈2〉千輪&沙奈編』 ISBN 4-86133-065-3
- 『_summer〈3〉若菜&由乃編』 ISBN 4-86133-079-3
- 『_summer〈4〉オムニバス』 ISBN 4-86133-084-X

## 制作
本作は前作『Like Life』が『Orange Pocket』のファンにとってテンションが高すぎたことへの反省として作られた。

## 反響
亜佐美は2017年の「美少女ゲームなう!!」編集部とのインタビューの中で、『Like Life』と本作がHOOKの純愛系作品の方向性の決め手になったと語る一方、『Like Life』のファンから「まったりしすぎている」と言われ、ユーザーの声にこたえる難しさを感じたと述懐している

### 評価
ファミ通 得点 - 20/40 (5/6/5/4)